# Équipe du Pérou de rugby à XIII
L'équipe du Pérou de rugby à XIII est la sélection nationale qui représente le Pérou dans les matchs internationaux. Elle est composée des meilleurs joueurs péruviens ou d'origine péruvienne.
Créée dans les années 2010, il s'agit d'une équipe très récente sur la scène internationale du rugby à XIII, ce dernier ayant été fondé en 1895.
Le Pérou ambitionne de rejoindre les compétitions régulières d'Amérique du sud et un jour de disputer la coupe du monde.

## Histoire
L'équipe fait partie du programme de développement du rugby à XIII en Amérique Latine, mené par les instances internationales.
Le 4 février 2017,  le Pérou fait ses débuts internationaux en Angleterre face à une sélection « Africa United ». Un match perdu sur le score de 68 à 10.
Au mois de septembre 2019, le Pérou bat l'Uruguay sur le score de 34 à 30 au terme d'un match très disputé. Le match a lieu au Waminda Oval à  Campbelltown en Australie et attire un public nombreux.
Le 22 février 2020, l'équipe senior masculine rencontre son voisin occidental , le Brésil  à l'Hillier Oval de Sydney, en Australie.
Dans un match marqué par « trop de ballons tombés et des fautes de mains basiques », les péruviens sont battus sur le score de 30 à 14. 
Plus d'un après, le 6 mars 2021, le Pérou rencontre le Salvador au Waminda Oval à Campbelltown en Australie. Il subit un nouvel échec en perdant 10-18. 

## Personnalités et joueurs notables
Fin des années 2010, l'équipe masculine repose encore beaucoup sur ses heritages players.
Au mois de juin 2019, l'ancien joueur de Lézignan, Tuki Jackson est nommé sélectionneur de l'équipe nationale. 